# Liste des planètes mineures (304001-305000)
Voici la liste des planètes mineures numérotées de 304001 à 305000. Les planètes mineures sont numérotées lorsque leur orbite est confirmée, ce qui peut parfois se produire longtemps après leur découverte. Elles sont classées ici par leur numéro et donc approximativement par leur date de découverte.

## Planètes mineures 304001 à 305000

### 304001-304100
| Nom      | Désignation provisoire | Date de la découverte | Découvreur        |
| -------- | ---------------------- | --------------------- | ----------------- |
| (304001) | 2006 BJ241             | 31 janvier 2006       | Spacewatch        |
| (304002) | 2006 BZ260             | 31 janvier 2006       | Mt. Lemmon Survey |
| (304003) | 2006 BM264             | 31 janvier 2006       | Spacewatch        |
| (304004) | 2006 BQ269             | 28 janvier 2006       | LONEOS            |
| (304005) | 2006 CZ2               | 1er février 2006      | Mt. Lemmon Survey |
| (304006) | 2006 CR15              | 1er février 2006      | Spacewatch        |
| (304007) | 2006 CE22              | 1er février 2006      | Mt. Lemmon Survey |
| (304008) | 2006 CY26              | 2 février 2006        | Spacewatch        |
| (304009) | 2006 CQ27              | 2 février 2006        | Spacewatch        |
| (304010) | 2006 CK40              | 2 février 2006        | Mt. Lemmon Survey |
| (304011) | 2006 CQ61              | 3 février 2006        | LONEOS            |
| (304012) | 2006 DA2               | 20 février 2006       | Spacewatch        |
| (304013) | 2006 DV5               | 20 février 2006       | CSS               |
| (304014) | 2006 DL8               | 21 février 2006       | Mt. Lemmon Survey |
| (304015) | 2006 DO10              | 20 février 2006       | CSS               |
| (304016) | 2006 DB11              | 21 février 2006       | CSS               |
| (304017) | 2006 DA23              | 20 février 2006       | Spacewatch        |
| (304018) | 2006 DH27              | 20 février 2006       | Spacewatch        |
| (304019) | 2006 DH33              | 20 février 2006       | Spacewatch        |
| (304020) | 2006 DN37              | 20 février 2006       | Mt. Lemmon Survey |
| (304021) | 2006 DS41              | 23 février 2006       | Spacewatch        |
| (304022) | 2006 DP45              | 20 février 2006       | Mt. Lemmon Survey |
| (304023) | 2006 DC47              | 20 février 2006       | Mt. Lemmon Survey |
| (304024) | 2006 DF55              | 24 février 2006       | LINEAR            |
| (304025) | 2006 DR59              | 24 février 2006       | Mt. Lemmon Survey |
| (304026) | 2006 DK67              | 22 février 2006       | CSS               |
| (304027) | 2006 DM69              | 20 février 2006       | Spacewatch        |
| (304028) | 2006 DO69              | 20 février 2006       | Spacewatch        |
| (304029) | 2006 DV73              | 23 février 2006       | Spacewatch        |
| (304030) | 2006 DA74              | 23 février 2006       | Spacewatch        |
| (304031) | 2006 DM81              | 24 février 2006       | Spacewatch        |
| (304032) | 2006 DR89              | 24 février 2006       | Mt. Lemmon Survey |
| (304033) | 2006 DX89              | 24 février 2006       | Spacewatch        |
| (304034) | 2006 DS90              | 24 février 2006       | Spacewatch        |
| (304035) | 2006 DY92              | 24 février 2006       | Spacewatch        |
| (304036) | 2006 DX101             | 25 février 2006       | Spacewatch        |
| (304037) | 2006 DO104             | 25 février 2006       | Spacewatch        |
| (304038) | 2006 DE115             | 27 février 2006       | Spacewatch        |
| (304039) | 2006 DY119             | 20 février 2006       | CSS               |
| (304040) | 2006 DH134             | 25 février 2006       | Spacewatch        |
| (304041) | 2006 DL134             | 25 février 2006       | Spacewatch        |
| (304042) | 2006 DR140             | 25 février 2006       | Spacewatch        |
| (304043) | 2006 DN150             | 25 février 2006       | Spacewatch        |
| (304044) | 2006 DK153             | 25 février 2006       | Spacewatch        |
| (304045) | 2006 DT166             | 27 février 2006       | Spacewatch        |
| (304046) | 2006 DR189             | 27 février 2006       | Spacewatch        |
| (304047) | 2006 DL194             | 28 février 2006       | Mt. Lemmon Survey |
| (304048) | 2006 DO216             | 20 février 2006       | Spacewatch        |
| (304049) | 2006 ED19              | 2 mars 2006           | Spacewatch        |
| (304050) | 2006 EQ19              | 2 mars 2006           | Spacewatch        |
| (304051) | 2006 ES33              | 3 mars 2006           | CSS               |
| (304052) | 2006 EV33              | 3 mars 2006           | CSS               |
| (304053) | 2006 EX33              | 3 mars 2006           | CSS               |
| (304054) | 2006 EB38              | 4 mars 2006           | Mt. Lemmon Survey |
| (304055) | 2006 EM48              | 4 mars 2006           | Spacewatch        |
| (304056) | 2006 EG65              | 5 mars 2006           | Spacewatch        |
| (304057) | 2006 EA66              | 5 mars 2006           | Spacewatch        |
| (304058) | 2006 FH3               | 23 mars 2006          | Spacewatch        |
| (304059) | 2006 FX3               | 23 mars 2006          | Spacewatch        |
| (304060) | 2006 FQ12              | 23 mars 2006          | Spacewatch        |
| (304061) | 2006 FB13              | 23 mars 2006          | Spacewatch        |
| (304062) | 2006 FW15              | 23 mars 2006          | Mt. Lemmon Survey |
| (304063) | 2006 FY16              | 23 mars 2006          | Mt. Lemmon Survey |
| (304064) | 2006 FM22              | 24 mars 2006          | Mt. Lemmon Survey |
| (304065) | 2006 FM23              | 24 mars 2006          | Spacewatch        |
| (304066) | 2006 FN24              | 24 mars 2006          | Spacewatch        |
| (304067) | 2006 FT34              | 25 mars 2006          | NEAT              |
| (304068) | 2006 FB38              | 23 mars 2006          | Spacewatch        |
| (304069) | 2006 FR47              | 24 mars 2006          | LINEAR            |
| (304070) | 2006 FO49              | 25 mars 2006          | CSS               |
| (304071) | 2006 FS53              | 25 mars 2006          | Spacewatch        |
| (304072) | 2006 GQ15              | 2 avril 2006          | Spacewatch        |
| (304073) | 2006 GK21              | 2 avril 2006          | Mt. Lemmon Survey |
| (304074) | 2006 GR24              | 2 avril 2006          | Spacewatch        |
| (304075) | 2006 GT25              | 2 avril 2006          | Spacewatch        |
| (304076) | 2006 GP30              | 2 avril 2006          | Mt. Lemmon Survey |
| (304077) | 2006 GO31              | 2 avril 2006          | Spacewatch        |
| (304078) | 2006 GW35              | 7 avril 2006          | CSS               |
| (304079) | 2006 GQ37              | 9 avril 2006          | Spacewatch        |
| (304080) | 2006 GN38              | 4 avril 2006          | Crni Vrh          |
| (304081) | 2006 GK40              | 6 avril 2006          | CSS               |
| (304082) | 2006 GL40              | 6 avril 2006          | CSS               |
| (304083) | 2006 GW47              | 9 avril 2006          | Spacewatch        |
| (304084) | 2006 GL54              | 2 avril 2006          | Mt. Lemmon Survey |
| (304085) | 2006 GP54              | 7 avril 2006          | Spacewatch        |
| (304086) | 2006 HZ1               | 18 avril 2006         | NEAT              |
| (304087) | 2006 HP3               | 18 avril 2006         | LONEOS            |
| (304088) | 2006 HX5               | 20 avril 2006         | Spacewatch        |
| (304089) | 2006 HQ18              | 21 avril 2006         | Mt. Lemmon Survey |
| (304090) | 2006 HG19              | 18 avril 2006         | Spacewatch        |
| (304091) | 2006 HV20              | 19 avril 2006         | Mt. Lemmon Survey |
| (304092) | 2006 HR28              | 20 avril 2006         | Spacewatch        |
| (304093) | 2006 HM29              | 23 avril 2006         | CSS               |
| (304094) | 2006 HV32              | 19 avril 2006         | LONEOS            |
| (304095) | 2006 HT36              | 20 avril 2006         | Mt. Lemmon Survey |
| (304096) | 2006 HF50              | 26 avril 2006         | CSS               |
| (304097) | 2006 HK50              | 26 avril 2006         | Mt. Lemmon Survey |
| (304098) | 2006 HT51              | 26 avril 2006         | Broughton, J.     |
| (304099) | 2006 HG57              | 24 avril 2006         | LINEAR            |
| (304100) | 2006 HU57              | 30 avril 2006         | Spacewatch        |

### 304101-304200
| Nom                   | Désignation provisoire | Date de la découverte | Découvreur            |
| --------------------- | ---------------------- | --------------------- | --------------------- |
| (304101)              | 2006 HQ59              | 24 avril 2006         | LINEAR                |
| (304102)              | 2006 HK65              | 24 avril 2006         | Spacewatch            |
| (304103)              | 2006 HU71              | 25 avril 2006         | Spacewatch            |
| (304104)              | 2006 HD73              | 25 avril 2006         | Spacewatch            |
| (304105)              | 2006 HF78              | 26 avril 2006         | Spacewatch            |
| (304106)              | 2006 HX91              | 29 avril 2006         | Spacewatch            |
| (304107)              | 2006 HW93              | 29 avril 2006         | Spacewatch            |
| (304108)              | 2006 HO96              | 30 avril 2006         | Spacewatch            |
| (304109)              | 2006 HA100             | 30 avril 2006         | Spacewatch            |
| (304110)              | 2006 HQ108             | 30 avril 2006         | CSS                   |
| (304111)              | 2006 HJ118             | 30 avril 2006         | Spacewatch            |
| (304112)              | 2006 HC120             | 30 avril 2006         | Spacewatch            |
| (304113)              | 2006 JK5               | 3 mai 2006            | Mt. Lemmon Survey     |
| (304114)              | 2006 JP22              | 2 mai 2006            | Spacewatch            |
| (304115)              | 2006 JY23              | 3 mai 2006            | Mt. Lemmon Survey     |
| (304116)              | 2006 JF24              | 4 mai 2006            | Mt. Lemmon Survey     |
| (304117)              | 2006 JC32              | 3 mai 2006            | Spacewatch            |
| (304118)              | 2006 JM37              | 5 mai 2006            | Spacewatch            |
| (304119)              | 2006 JD40              | 6 mai 2006            | Spacewatch            |
| (304120)              | 2006 JG45              | 7 mai 2006            | Mt. Lemmon Survey     |
| (304121)              | 2006 JD55              | 9 mai 2006            | Mt. Lemmon Survey     |
| (304122) Ameliawehlau | 2006 JY73              | 1er mai 2006          | Wiegert, P. A.        |
| (304123)              | 2006 KT2               | 18 mai 2006           | NEAT                  |
| (304124)              | 2006 KM5               | 19 mai 2006           | Mt. Lemmon Survey     |
| (304125)              | 2006 KU7               | 19 mai 2006           | Mt. Lemmon Survey     |
| (304126)              | 2006 KG13              | 20 mai 2006           | Spacewatch            |
| (304127)              | 2006 KK14              | 20 mai 2006           | NEAT                  |
| (304128)              | 2006 KD15              | 20 mai 2006           | CSS                   |
| (304129)              | 2006 KY36              | 21 mai 2006           | Mt. Lemmon Survey     |
| (304130)              | 2006 KJ40              | 18 mai 2006           | NEAT                  |
| (304131)              | 2006 KL42              | 20 mai 2006           | Mt. Lemmon Survey     |
| (304132)              | 2006 KA47              | 21 mai 2006           | Mt. Lemmon Survey     |
| (304133)              | 2006 KC51              | 21 mai 2006           | Mt. Lemmon Survey     |
| (304134)              | 2006 KB64              | 23 mai 2006           | Spacewatch            |
| (304135)              | 2006 KE64              | 23 mai 2006           | Spacewatch            |
| (304136)              | 2006 KO64              | 23 mai 2006           | Mt. Lemmon Survey     |
| (304137)              | 2006 KP70              | 22 mai 2006           | Spacewatch            |
| (304138)              | 2006 KR77              | 24 mai 2006           | NEAT                  |
| (304139)              | 2006 KT77              | 24 mai 2006           | NEAT                  |
| (304140)              | 2006 KU79              | 25 mai 2006           | Mt. Lemmon Survey     |
| (304141)              | 2006 KP80              | 25 mai 2006           | Mt. Lemmon Survey     |
| (304142)              | 2006 KW81              | 25 mai 2006           | Mt. Lemmon Survey     |
| (304143)              | 2006 KJ84              | 22 mai 2006           | Spacewatch            |
| (304144)              | 2006 KV92              | 25 mai 2006           | Spacewatch            |
| (304145)              | 2006 KF99              | 26 mai 2006           | Mt. Lemmon Survey     |
| (304146)              | 2006 KH102             | 27 mai 2006           | Spacewatch            |
| (304147)              | 2006 KR115             | 29 mai 2006           | Spacewatch            |
| (304148)              | 2006 KB122             | 26 mai 2006           | Siding Spring Survey  |
| (304149)              | 2006 KM143             | 29 mai 2006           | Siding Spring Survey  |
| (304150)              | 2006 LL2               | 15 juin 2006          | Spacewatch            |
| (304151)              | 2006 ME14              | 17 juin 2006          | Siding Spring Survey  |
| (304152)              | 2006 NH                | 3 juillet 2006        | Hoenig, S. F.         |
| (304153)              | 2006 OU10              | 25 juillet 2006       | Mt. Lemmon Survey     |
| (304154)              | 2006 OW17              | 18 juillet 2006       | Siding Spring Survey  |
| (304155)              | 2006 OO18              | 20 juillet 2006       | Siding Spring Survey  |
| (304156)              | 2006 OU19              | 20 juillet 2006       | Siding Spring Survey  |
| (304157)              | 2006 OT20              | 21 juillet 2006       | Mt. Lemmon Survey     |
| (304158)              | 2006 OV21              | 18 juillet 2006       | Siding Spring Survey  |
| (304159)              | 2006 PF                | 2 août 2006           | Ferrando, R.          |
| (304160)              | 2006 PG1               | 13 août 2006          | NEAT                  |
| (304161)              | 2006 PE3               | 12 août 2006          | NEAT                  |
| (304162)              | 2006 PS6               | 12 août 2006          | NEAT                  |
| (304163)              | 2006 PQ7               | 12 août 2006          | NEAT                  |
| (304164)              | 2006 PN10              | 13 août 2006          | NEAT                  |
| (304165)              | 2006 PG12              | 13 août 2006          | NEAT                  |
| (304166)              | 2006 PL15              | 15 août 2006          | NEAT                  |
| (304167)              | 2006 PX16              | 15 août 2006          | NEAT                  |
| (304168)              | 2006 PK20              | 14 août 2006          | Siding Spring Survey  |
| (304169)              | 2006 PW25              | 13 août 2006          | NEAT                  |
| (304170)              | 2006 PP37              | 13 août 2006          | NEAT                  |
| (304171)              | 2006 PF39              | 14 août 2006          | NEAT                  |
| (304172)              | 2006 PX40              | 14 août 2006          | NEAT                  |
| (304173)              | 2006 PN43              | 15 août 2006          | Lin, C.-S., Ye, Q.-z. |
| (304174)              | 2006 PQ43              | 6 août 2006           | Lin, C.-S., Ye, Q.-z. |
| (304175)              | 2006 QT3               | 18 août 2006          | Spacewatch            |
| (304176)              | 2006 QP5               | 16 août 2006          | Broughton, J.         |
| (304177)              | 2006 QK9               | 19 août 2006          | Spacewatch            |
| (304178)              | 2006 QH17              | 17 août 2006          | NEAT                  |
| (304179)              | 2006 QC18              | 17 août 2006          | NEAT                  |
| (304180)              | 2006 QA26              | 19 août 2006          | LONEOS                |
| (304181)              | 2006 QG34              | 19 août 2006          | Spacewatch            |
| (304182)              | 2006 QV37              | 16 août 2006          | Siding Spring Survey  |
| (304183)              | 2006 QO41              | 17 août 2006          | NEAT                  |
| (304184)              | 2006 QH52              | 23 août 2006          | NEAT                  |
| (304185)              | 2006 QC53              | 23 août 2006          | NEAT                  |
| (304186)              | 2006 QN56              | 20 août 2006          | Spacewatch            |
| (304187)              | 2006 QF57              | 23 août 2006          | Crni Vrh              |
| (304188)              | 2006 QZ59              | 19 août 2006          | NEAT                  |
| (304189)              | 2006 QU65              | 27 août 2006          | Spacewatch            |
| (304190)              | 2006 QY65              | 25 août 2006          | Hoenig, S. F.         |
| (304191)              | 2006 QY70              | 21 août 2006          | Spacewatch            |
| (304192)              | 2006 QW78              | 23 août 2006          | LINEAR                |
| (304193)              | 2006 QM79              | 24 août 2006          | LINEAR                |
| (304194)              | 2006 QP80              | 24 août 2006          | NEAT                  |
| (304195)              | 2006 QG82              | 25 août 2006          | Pises                 |
| (304196)              | 2006 QL92              | 9 avril 2005          | Spacewatch            |
| (304197)              | 2006 QL96              | 16 août 2006          | NEAT                  |
| (304198)              | 2006 QA98              | 22 août 2006          | NEAT                  |
| (304199)              | 2006 QF100             | 24 août 2006          | LINEAR                |
| (304200)              | 2006 QJ102             | 27 août 2006          | Spacewatch            |

### 304201-304300
| Nom              | Désignation provisoire | Date de la découverte | Découvreur            |
| ---------------- | ---------------------- | --------------------- | --------------------- |
| (304201)         | 2006 QN106             | 28 août 2006          | CSS                   |
| (304202)         | 2006 QQ106             | 28 août 2006          | CSS                   |
| (304203)         | 2006 QR110             | 27 août 2006          | Casulli, V. S.        |
| (304204)         | 2006 QK112             | 23 août 2006          | NEAT                  |
| (304205)         | 2006 QB116             | 27 août 2006          | LONEOS                |
| (304206)         | 2006 QJ116             | 27 août 2006          | LONEOS                |
| (304207)         | 2006 QB117             | 27 août 2006          | LONEOS                |
| (304208)         | 2006 QY117             | 27 août 2006          | LONEOS                |
| (304209)         | 2006 QD120             | 29 août 2006          | CSS                   |
| (304210)         | 2006 QY120             | 29 août 2006          | CSS                   |
| (304211)         | 2006 QT123             | 29 août 2006          | LONEOS                |
| (304212)         | 2006 QN127             | 17 août 2006          | NEAT                  |
| (304213)         | 2006 QF130             | 19 août 2006          | NEAT                  |
| (304214)         | 2006 QU133             | 24 août 2006          | LINEAR                |
| (304215)         | 2006 QS136             | 30 août 2006          | LONEOS                |
| (304216)         | 2006 QU138             | 16 août 2006          | Lin, C.-S., Ye, Q.-z. |
| (304217)         | 2006 QH142             | 18 août 2006          | NEAT                  |
| (304218)         | 2006 QM146             | 18 août 2006          | Spacewatch            |
| (304219)         | 2006 QT147             | 18 août 2006          | Spacewatch            |
| (304220)         | 2006 QE158             | 19 août 2006          | Spacewatch            |
| (304221)         | 2006 QJ158             | 19 août 2006          | Spacewatch            |
| (304222)         | 2006 QA160             | 19 août 2006          | Spacewatch            |
| (304223)         | 2006 QN161             | 19 août 2006          | Spacewatch            |
| (304224)         | 2006 QP162             | 21 août 2006          | Spacewatch            |
| (304225)         | 2006 QX163             | 29 août 2006          | CSS                   |
| (304226)         | 2006 QG164             | 29 août 2006          | LONEOS                |
| (304227)         | 2006 QD168             | 30 août 2006          | LONEOS                |
| (304228)         | 2006 QD183             | 21 août 2006          | Spacewatch            |
| (304229)         | 2006 QE183             | 21 août 2006          | Spacewatch            |
| (304230)         | 2006 QG184             | 18 août 2006          | Spacewatch            |
| (304231)         | 2006 QH184             | 18 août 2006          | Spacewatch            |
| (304232)         | 2006 QB185             | 24 août 2006          | NEAT                  |
| (304233) Majaess | 2006 RE3               | 14 septembre 2006     | Balam, D. D.          |
| (304234)         | 2006 RY4               | 14 septembre 2006     | CSS                   |
| (304235)         | 2006 RS9               | 13 septembre 2006     | NEAT                  |
| (304236)         | 2006 RH11              | 12 septembre 2006     | CSS                   |
| (304237)         | 2006 RL11              | 12 septembre 2006     | CSS                   |
| (304238)         | 2006 RN13              | 17 mars 2005          | Spacewatch            |
| (304239)         | 2006 RS15              | 14 septembre 2006     | CSS                   |
| (304240)         | 2006 RK20              | 15 septembre 2006     | LINEAR                |
| (304241)         | 2006 RS26              | 14 septembre 2006     | Spacewatch            |
| (304242)         | 2006 RE28              | 14 septembre 2006     | Spacewatch            |
| (304243)         | 2006 RJ29              | 15 septembre 2006     | Spacewatch            |
| (304244)         | 2006 RZ29              | 15 septembre 2006     | Spacewatch            |
| (304245)         | 2006 RD40              | 12 septembre 2006     | CSS                   |
| (304246)         | 2006 RB43              | 14 septembre 2006     | Spacewatch            |
| (304247)         | 2006 RR44              | 14 septembre 2006     | Spacewatch            |
| (304248)         | 2006 RR47              | 14 septembre 2006     | Spacewatch            |
| (304249)         | 2006 RS47              | 14 septembre 2006     | Spacewatch            |
| (304250)         | 2006 RP49              | 14 septembre 2006     | Spacewatch            |
| (304251)         | 2006 RN50              | 14 septembre 2006     | Spacewatch            |
| (304252)         | 2006 RP50              | 14 septembre 2006     | Spacewatch            |
| (304253)         | 2006 RA51              | 14 septembre 2006     | Spacewatch            |
| (304254)         | 2006 RR56              | 14 septembre 2006     | Spacewatch            |
| (304255)         | 2006 RX60              | 14 septembre 2006     | NEAT                  |
| (304256)         | 2006 RH65              | 14 septembre 2006     | NEAT                  |
| (304257)         | 2006 RP66              | 14 septembre 2006     | Spacewatch            |
| (304258)         | 2006 RD69              | 15 septembre 2006     | Spacewatch            |
| (304259)         | 2006 RJ69              | 15 septembre 2006     | Spacewatch            |
| (304260)         | 2006 RX79              | 15 septembre 2006     | Spacewatch            |
| (304261)         | 2006 RT80              | 15 septembre 2006     | Spacewatch            |
| (304262)         | 2006 RZ81              | 15 septembre 2006     | Spacewatch            |
| (304263)         | 2006 RP83              | 15 septembre 2006     | Spacewatch            |
| (304264)         | 2006 RU85              | 15 septembre 2006     | Spacewatch            |
| (304265)         | 2006 RN89              | 15 septembre 2006     | Spacewatch            |
| (304266)         | 2006 RB92              | 15 septembre 2006     | Spacewatch            |
| (304267)         | 2006 RQ93              | 15 septembre 2006     | Spacewatch            |
| (304268)         | 2006 RK95              | 15 septembre 2006     | Spacewatch            |
| (304269)         | 2006 RL96              | 15 septembre 2006     | Spacewatch            |
| (304270)         | 2006 RF98              | 14 septembre 2006     | NEAT                  |
| (304271)         | 2006 RK102             | 6 septembre 2006      | NEAT                  |
| (304272)         | 2006 RG104             | 11 septembre 2006     | Becker, A. C.         |
| (304273)         | 2006 RT117             | 14 septembre 2006     | Masiero, J.           |
| (304274)         | 2006 RF122             | 15 septembre 2006     | Spacewatch            |
| (304275)         | 2006 SJ10              | 16 septembre 2006     | Spacewatch            |
| (304276)         | 2006 SP15              | 17 septembre 2006     | CSS                   |
| (304277)         | 2006 SL20              | 19 septembre 2006     | Casulli, V. S.        |
| (304278)         | 2006 SM24              | 16 septembre 2006     | CSS                   |
| (304279)         | 2006 SG29              | 17 septembre 2006     | Spacewatch            |
| (304280)         | 2006 SU29              | 17 septembre 2006     | Spacewatch            |
| (304281)         | 2006 SG38              | 18 septembre 2006     | Spacewatch            |
| (304282)         | 2006 SL47              | 19 septembre 2006     | CSS                   |
| (304283)         | 2006 SD52              | 18 septembre 2006     | LONEOS                |
| (304284)         | 2006 SB53              | 20 septembre 2006     | OAM                   |
| (304285)         | 2006 SO58              | 20 septembre 2006     | Spacewatch            |
| (304286)         | 2006 SJ60              | 18 septembre 2006     | CSS                   |
| (304287)         | 2006 SL61              | 18 septembre 2006     | CSS                   |
| (304288)         | 2006 SJ64              | 19 septembre 2006     | Tucker, R. A.         |
| (304289)         | 2006 SO68              | 19 septembre 2006     | Spacewatch            |
| (304290)         | 2006 SM70              | 19 septembre 2006     | Spacewatch            |
| (304291)         | 2006 SW73              | 19 septembre 2006     | Spacewatch            |
| (304292)         | 2006 SK77              | 18 septembre 2006     | CSS                   |
| (304293)         | 2006 SQ78              | 25 septembre 2006     | CSS                   |
| (304294)         | 2006 SG82              | 18 septembre 2006     | Spacewatch            |
| (304295)         | 2006 SM85              | 18 septembre 2006     | Spacewatch            |
| (304296)         | 2006 SY87              | 18 septembre 2006     | Spacewatch            |
| (304297)         | 2006 SZ87              | 18 septembre 2006     | Spacewatch            |
| (304298)         | 2006 SF100             | 19 septembre 2006     | LONEOS                |
| (304299)         | 2006 SL101             | 19 septembre 2006     | CSS                   |
| (304300)         | 2006 SS102             | 19 septembre 2006     | Spacewatch            |

### 304301-304400
| Nom             | Désignation provisoire | Date de la découverte | Découvreur              |
| --------------- | ---------------------- | --------------------- | ----------------------- |
| (304301)        | 2006 SO106             | 19 septembre 2006     | Spacewatch              |
| (304302)        | 2006 ST117             | 24 septembre 2006     | Spacewatch              |
| (304303)        | 2006 SN121             | 18 septembre 2006     | LONEOS                  |
| (304304)        | 2006 SZ129             | 19 septembre 2006     | LONEOS                  |
| (304305)        | 2006 SW138             | 21 septembre 2006     | LONEOS                  |
| (304306)        | 2006 SF141             | 25 septembre 2006     | LONEOS                  |
| (304307)        | 2006 SN142             | 19 septembre 2006     | CSS                     |
| (304308)        | 2006 SG144             | 19 septembre 2006     | Spacewatch              |
| (304309)        | 2006 SA146             | 19 septembre 2006     | Spacewatch              |
| (304310)        | 2006 SG157             | 23 septembre 2006     | Spacewatch              |
| (304311)        | 2006 SL159             | 23 septembre 2006     | Spacewatch              |
| (304312)        | 2006 SC161             | 23 septembre 2006     | Spacewatch              |
| (304313)        | 2006 SD162             | 24 septembre 2006     | Spacewatch              |
| (304314)        | 2006 ST164             | 25 septembre 2006     | Spacewatch              |
| (304315)        | 2006 SU164             | 25 septembre 2006     | Spacewatch              |
| (304316)        | 2006 SB167             | 25 septembre 2006     | Spacewatch              |
| (304317)        | 2006 SF168             | 25 septembre 2006     | Spacewatch              |
| (304318)        | 2006 SU169             | 25 septembre 2006     | Spacewatch              |
| (304319)        | 2006 SE171             | 25 septembre 2006     | Spacewatch              |
| (304320)        | 2006 SF171             | 22 septembre 2001     | Spacewatch              |
| (304321)        | 2006 SS174             | 25 septembre 2006     | Mt. Lemmon Survey       |
| (304322)        | 2006 SO178             | 25 septembre 2006     | Mt. Lemmon Survey       |
| (304323)        | 2006 SH183             | 25 septembre 2006     | Mt. Lemmon Survey       |
| (304324)        | 2006 SV184             | 25 septembre 2006     | Mt. Lemmon Survey       |
| (304325)        | 2006 SM186             | 25 septembre 2006     | Spacewatch              |
| (304326)        | 2006 SX187             | 26 septembre 2006     | Spacewatch              |
| (304327)        | 2006 SC202             | 24 septembre 2006     | Spacewatch              |
| (304328)        | 2006 SK206             | 25 septembre 2006     | Spacewatch              |
| (304329)        | 2006 SD211             | 26 septembre 2006     | CSS                     |
| (304330)        | 2006 SX217             | 30 septembre 2006     | Mt. Lemmon Survey       |
| (304331)        | 2006 ST222             | 25 septembre 2006     | Mt. Lemmon Survey       |
| (304332)        | 2006 SX223             | 25 septembre 2006     | Mt. Lemmon Survey       |
| (304333)        | 2006 SX224             | 13 juin 2005          | Mt. Lemmon Survey       |
| (304334)        | 2006 ST231             | 26 septembre 2006     | Spacewatch              |
| (304335)        | 2006 SD234             | 26 septembre 2006     | Spacewatch              |
| (304336)        | 2006 SM249             | 26 septembre 2006     | Spacewatch              |
| (304337)        | 2006 SM250             | 26 septembre 2006     | Spacewatch              |
| (304338)        | 2006 SK251             | 26 septembre 2006     | Spacewatch              |
| (304339)        | 2006 SO253             | 26 septembre 2006     | Mt. Lemmon Survey       |
| (304340)        | 2006 SR256             | 26 septembre 2006     | Spacewatch              |
| (304341)        | 2006 SN258             | 26 septembre 2006     | Spacewatch              |
| (304342)        | 2006 SX258             | 26 septembre 2006     | Spacewatch              |
| (304343)        | 2006 SF262             | 26 septembre 2006     | Mt. Lemmon Survey       |
| (304344)        | 2006 SK263             | 26 septembre 2006     | Spacewatch              |
| (304345)        | 2006 SD264             | 26 septembre 2006     | Spacewatch              |
| (304346)        | 2006 SZ266             | 26 septembre 2006     | Spacewatch              |
| (304347)        | 2006 SV274             | 27 septembre 2006     | Mt. Lemmon Survey       |
| (304348)        | 2006 SL282             | 25 septembre 2006     | LONEOS                  |
| (304349)        | 2006 SO285             | 25 septembre 2006     | Spacewatch              |
| (304350)        | 2006 SX290             | 18 septembre 2006     | Calvin College          |
| (304351)        | 2006 SK295             | 25 septembre 2006     | Spacewatch              |
| (304352)        | 2006 SD296             | 25 septembre 2006     | Spacewatch              |
| (304353)        | 2006 SW310             | 27 septembre 2006     | Spacewatch              |
| (304354)        | 2006 SB313             | 27 septembre 2006     | Spacewatch              |
| (304355)        | 2006 SB315             | 27 septembre 2006     | Spacewatch              |
| (304356)        | 2006 SW321             | 27 septembre 2006     | Spacewatch              |
| (304357)        | 2006 SY322             | 27 septembre 2006     | Spacewatch              |
| (304358)        | 2006 SJ329             | 27 septembre 2006     | Spacewatch              |
| (304359)        | 2006 SF330             | 27 septembre 2006     | Spacewatch              |
| (304360)        | 2006 SM333             | 28 septembre 2006     | Spacewatch              |
| (304361)        | 2006 SA335             | 28 septembre 2006     | Spacewatch              |
| (304362)        | 2006 SA336             | 28 septembre 2006     | Spacewatch              |
| (304363)        | 2006 SW336             | 28 septembre 2006     | Spacewatch              |
| (304364)        | 2006 SK340             | 28 septembre 2006     | Spacewatch              |
| (304365)        | 2006 SJ341             | 28 septembre 2006     | Spacewatch              |
| (304366)        | 2006 SP346             | 28 septembre 2006     | Spacewatch              |
| (304367)        | 2006 SR361             | 30 septembre 2006     | Mt. Lemmon Survey       |
| (304368) Móricz | 2006 SX363             | 26 septembre 2006     | Sarneczky, K., Csak, B. |
| (304369)        | 2006 SZ363             | 27 septembre 2006     | Spacewatch              |
| (304370)        | 2006 SC369             | 27 septembre 2006     | Mt. Lemmon Survey       |
| (304371)        | 2006 SO373             | 16 septembre 2006     | Becker, A. C.           |
| (304372)        | 2006 SD376             | 17 septembre 2006     | Becker, A. C.           |
| (304373)        | 2006 SZ376             | 17 septembre 2006     | Becker, A. C.           |
| (304374)        | 2006 SB378             | 18 septembre 2006     | Becker, A. C.           |
| (304375)        | 2006 SD378             | 18 septembre 2006     | Becker, A. C.           |
| (304376)        | 2006 SF381             | 28 septembre 2006     | Becker, A. C.           |
| (304377)        | 2006 SN381             | 28 septembre 2006     | Becker, A. C.           |
| (304378)        | 2006 SJ382             | 28 septembre 2006     | Becker, A. C.           |
| (304379)        | 2006 SU383             | 29 septembre 2006     | Becker, A. C.           |
| (304380)        | 2006 SZ384             | 29 septembre 2006     | Becker, A. C.           |
| (304381)        | 2006 SA388             | 30 septembre 2006     | Becker, A. C.           |
| (304382)        | 2006 SR392             | 26 septembre 2006     | Spacewatch              |
| (304383)        | 2006 SZ392             | 27 septembre 2006     | Mt. Lemmon Survey       |
| (304384)        | 2006 SD393             | 28 septembre 2006     | CSS                     |
| (304385)        | 2006 SE393             | 28 septembre 2006     | Mt. Lemmon Survey       |
| (304386)        | 2006 SS394             | 17 septembre 2006     | Spacewatch              |
| (304387)        | 2006 SQ399             | 18 septembre 2006     | Spacewatch              |
| (304388)        | 2006 SQ401             | 30 septembre 2006     | Mt. Lemmon Survey       |
| (304389)        | 2006 SF402             | 18 septembre 2006     | Spacewatch              |
| (304390)        | 2006 SH403             | 27 septembre 2006     | Mt. Lemmon Survey       |
| (304391)        | 2006 SK403             | 27 septembre 2006     | Mt. Lemmon Survey       |
| (304392)        | 2006 SM407             | 24 septembre 2006     | Spacewatch              |
| (304393)        | 2006 SL413             | 26 septembre 2006     | Mt. Lemmon Survey       |
| (304394)        | 2006 TA1               | 3 octobre 2006        | Mt. Lemmon Survey       |
| (304395)        | 2006 TJ1               | 1er octobre 2006      | LINEAR                  |
| (304396)        | 2006 TU2               | 2 octobre 2006        | Mt. Lemmon Survey       |
| (304397)        | 2006 TD3               | 2 octobre 2006        | CSS                     |
| (304398)        | 2006 TH8               | 4 octobre 2006        | Mt. Lemmon Survey       |
| (304399)        | 2006 TP14              | 11 octobre 2006       | Spacewatch              |
| (304400)        | 2006 TS22              | 11 octobre 2006       | Spacewatch              |

### 304401-304500
| Nom      | Désignation provisoire | Date de la découverte | Découvreur              |
| -------- | ---------------------- | --------------------- | ----------------------- |
| (304401) | 2006 TW23              | 11 octobre 2006       | Spacewatch              |
| (304402) | 2006 TL27              | 12 octobre 2006       | Spacewatch              |
| (304403) | 2006 TA28              | 12 octobre 2006       | Spacewatch              |
| (304404) | 2006 TM28              | 12 octobre 2006       | Spacewatch              |
| (304405) | 2006 TE33              | 12 octobre 2006       | Spacewatch              |
| (304406) | 2006 TH40              | 12 octobre 2006       | Spacewatch              |
| (304407) | 2006 TU40              | 12 octobre 2006       | Spacewatch              |
| (304408) | 2006 TY40              | 12 octobre 2006       | Spacewatch              |
| (304409) | 2006 TT41              | 12 octobre 2006       | Spacewatch              |
| (304410) | 2006 TA47              | 12 octobre 2006       | Spacewatch              |
| (304411) | 2006 TK47              | 12 octobre 2006       | Spacewatch              |
| (304412) | 2006 TM48              | 12 octobre 2006       | Spacewatch              |
| (304413) | 2006 TW51              | 12 octobre 2006       | Spacewatch              |
| (304414) | 2006 TR52              | 12 octobre 2006       | Spacewatch              |
| (304415) | 2006 TV53              | 12 octobre 2006       | Spacewatch              |
| (304416) | 2006 TU56              | 14 octobre 2006       | Sandlot                 |
| (304417) | 2006 TP57              | 15 octobre 2006       | Spacewatch              |
| (304418) | 2006 TD58              | 15 octobre 2006       | CSS                     |
| (304419) | 2006 TT63              | 10 octobre 2006       | NEAT                    |
| (304420) | 2006 TK64              | 11 octobre 2006       | NEAT                    |
| (304421) | 2006 TY64              | 11 octobre 2006       | Spacewatch              |
| (304422) | 2006 TQ67              | 11 octobre 2006       | Spacewatch              |
| (304423) | 2006 TM68              | 11 octobre 2006       | NEAT                    |
| (304424) | 2006 TJ74              | 11 octobre 2006       | NEAT                    |
| (304425) | 2006 TG77              | 11 octobre 2006       | NEAT                    |
| (304426) | 2006 TS77              | 12 octobre 2006       | Spacewatch              |
| (304427) | 2006 TX80              | 13 octobre 2006       | Spacewatch              |
| (304428) | 2006 TO81              | 13 octobre 2006       | Spacewatch              |
| (304429) | 2006 TT86              | 13 octobre 2006       | Spacewatch              |
| (304430) | 2006 TW87              | 13 octobre 2006       | Spacewatch              |
| (304431) | 2006 TY88              | 13 octobre 2006       | Spacewatch              |
| (304432) | 2006 TC90              | 13 octobre 2006       | Spacewatch              |
| (304433) | 2006 TH91              | 13 octobre 2006       | Spacewatch              |
| (304434) | 2006 TE94              | 15 octobre 2006       | CSS                     |
| (304435) | 2006 TQ97              | 13 octobre 2006       | Spacewatch              |
| (304436) | 2006 TK98              | 15 octobre 2006       | Spacewatch              |
| (304437) | 2006 TK99              | 15 octobre 2006       | Spacewatch              |
| (304438) | 2006 TM99              | 15 octobre 2006       | Spacewatch              |
| (304439) | 2006 TZ106             | 4 octobre 2006        | Mt. Lemmon Survey       |
| (304440) | 2006 TB110             | 12 octobre 2006       | Spacewatch              |
| (304441) | 2006 TV120             | 12 octobre 2006       | Becker, A. C.           |
| (304442) | 2006 TN121             | 4 octobre 2006        | Mt. Lemmon Survey       |
| (304443) | 2006 TN126             | 1er octobre 2006      | Spacewatch              |
| (304444) | 2006 TH128             | 2 octobre 2006        | Spacewatch              |
| (304445) | 2006 TD130             | 11 octobre 2006       | NEAT                    |
| (304446) | 2006 UP3               | 16 octobre 2006       | Sarneczky, K., Kuli, Z. |
| (304447) | 2006 UR6               | 16 octobre 2006       | CSS                     |
| (304448) | 2006 UL9               | 16 octobre 2006       | Spacewatch              |
| (304449) | 2006 UX9               | 16 octobre 2006       | Spacewatch              |
| (304450) | 2006 UU11              | 17 octobre 2006       | Mt. Lemmon Survey       |
| (304451) | 2006 UO13              | 17 octobre 2006       | Mt. Lemmon Survey       |
| (304452) | 2006 US14              | 17 octobre 2006       | Mt. Lemmon Survey       |
| (304453) | 2006 UZ14              | 17 octobre 2006       | Mt. Lemmon Survey       |
| (304454) | 2006 UW20              | 16 octobre 2006       | Spacewatch              |
| (304455) | 2006 UF21              | 16 octobre 2006       | Spacewatch              |
| (304456) | 2006 UR22              | 16 octobre 2006       | Mt. Lemmon Survey       |
| (304457) | 2006 UB23              | 16 octobre 2006       | Mt. Lemmon Survey       |
| (304458) | 2006 UK27              | 16 octobre 2006       | Spacewatch              |
| (304459) | 2006 UV27              | 16 octobre 2006       | Spacewatch              |
| (304460) | 2006 UX27              | 16 octobre 2006       | Spacewatch              |
| (304461) | 2006 UZ30              | 16 octobre 2006       | Spacewatch              |
| (304462) | 2006 UG32              | 16 octobre 2006       | Spacewatch              |
| (304463) | 2006 UG41              | 16 octobre 2006       | Spacewatch              |
| (304464) | 2006 UP44              | 16 octobre 2006       | Spacewatch              |
| (304465) | 2006 UY46              | 16 octobre 2006       | Spacewatch              |
| (304466) | 2006 UC48              | 17 octobre 2006       | Spacewatch              |
| (304467) | 2006 UT51              | 17 octobre 2006       | Spacewatch              |
| (304468) | 2006 UV56              | 18 octobre 2006       | Spacewatch              |
| (304469) | 2006 UU65              | 16 octobre 2006       | CSS                     |
| (304470) | 2006 UU66              | 16 octobre 2006       | CSS                     |
| (304471) | 2006 UD74              | 17 octobre 2006       | Spacewatch              |
| (304472) | 2006 UC75              | 17 octobre 2006       | CSS                     |
| (304473) | 2006 US79              | 17 octobre 2006       | Spacewatch              |
| (304474) | 2006 UE84              | 17 octobre 2006       | Mt. Lemmon Survey       |
| (304475) | 2006 UD85              | 17 octobre 2006       | Mt. Lemmon Survey       |
| (304476) | 2006 UM86              | 17 octobre 2006       | Mt. Lemmon Survey       |
| (304477) | 2006 UY87              | 27 septembre 2006     | Mt. Lemmon Survey       |
| (304478) | 2006 UV88              | 17 octobre 2006       | Spacewatch              |
| (304479) | 2006 UL89              | 17 octobre 2006       | Spacewatch              |
| (304480) | 2006 UU89              | 17 octobre 2006       | Spacewatch              |
| (304481) | 2006 UC95              | 18 octobre 2006       | Spacewatch              |
| (304482) | 2006 UJ96              | 18 octobre 2006       | Spacewatch              |
| (304483) | 2006 UV99              | 18 octobre 2006       | Spacewatch              |
| (304484) | 2006 UP103             | 18 octobre 2006       | Spacewatch              |
| (304485) | 2006 UV105             | 18 octobre 2006       | Spacewatch              |
| (304486) | 2006 UF108             | 18 octobre 2006       | Spacewatch              |
| (304487) | 2006 UJ113             | 19 octobre 2006       | Spacewatch              |
| (304488) | 2006 UR113             | 19 octobre 2006       | Spacewatch              |
| (304489) | 2006 UB117             | 19 octobre 2006       | Spacewatch              |
| (304490) | 2006 UJ118             | 19 octobre 2006       | Spacewatch              |
| (304491) | 2006 UB121             | 19 octobre 2006       | Spacewatch              |
| (304492) | 2006 UU121             | 19 octobre 2006       | Spacewatch              |
| (304493) | 2006 UO124             | 19 octobre 2006       | Mt. Lemmon Survey       |
| (304494) | 2006 UF126             | 19 octobre 2006       | Spacewatch              |
| (304495) | 2006 UM136             | 19 octobre 2006       | Mt. Lemmon Survey       |
| (304496) | 2006 UG139             | 19 octobre 2006       | Spacewatch              |
| (304497) | 2006 UE141             | 19 octobre 2006       | Mt. Lemmon Survey       |
| (304498) | 2006 UW153             | 21 octobre 2006       | Spacewatch              |
| (304499) | 2006 UL157             | 21 octobre 2006       | Mt. Lemmon Survey       |
| (304500) | 2006 UK158             | 21 octobre 2006       | Mt. Lemmon Survey       |

### 304501-304600
| Nom              | Désignation provisoire | Date de la découverte | Découvreur        |
| ---------------- | ---------------------- | --------------------- | ----------------- |
| (304501)         | 2006 UM162             | 21 octobre 2006       | Mt. Lemmon Survey |
| (304502)         | 2006 UZ163             | 21 octobre 2006       | Mt. Lemmon Survey |
| (304503)         | 2006 UY175             | 16 octobre 2006       | CSS               |
| (304504)         | 2006 UZ176             | 16 octobre 2006       | CSS               |
| (304505)         | 2006 UM179             | 16 octobre 2006       | CSS               |
| (304506)         | 2006 UR190             | 19 octobre 2006       | CSS               |
| (304507)         | 2006 UU190             | 19 octobre 2006       | Spacewatch        |
| (304508)         | 2006 UP195             | 20 octobre 2006       | Spacewatch        |
| (304509)         | 2006 UM197             | 20 octobre 2006       | Spacewatch        |
| (304510)         | 2006 UT199             | 21 octobre 2006       | Spacewatch        |
| (304511)         | 2006 UY201             | 22 octobre 2006       | NEAT              |
| (304512)         | 2006 UY202             | 22 octobre 2006       | NEAT              |
| (304513)         | 2006 UB208             | 23 octobre 2006       | Spacewatch        |
| (304514)         | 2006 US208             | 23 octobre 2006       | Spacewatch        |
| (304515)         | 2006 UO210             | 23 octobre 2006       | Spacewatch        |
| (304516)         | 2006 UU212             | 23 octobre 2006       | Spacewatch        |
| (304517)         | 2006 UH214             | 23 octobre 2006       | Spacewatch        |
| (304518)         | 2006 UJ215             | 27 octobre 2006       | Molnar, L. A.     |
| (304519)         | 2006 UC218             | 27 octobre 2006       | Nyukasa           |
| (304520)         | 2006 UJ219             | 16 octobre 2006       | CSS               |
| (304521)         | 2006 UV225             | 20 octobre 2006       | NEAT              |
| (304522)         | 2006 UX227             | 20 octobre 2006       | NEAT              |
| (304523)         | 2006 UC235             | 22 octobre 2006       | Mt. Lemmon Survey |
| (304524)         | 2006 UH235             | 23 octobre 2006       | Spacewatch        |
| (304525)         | 2006 UQ243             | 27 octobre 2006       | Mt. Lemmon Survey |
| (304526)         | 2006 UD255             | 27 octobre 2006       | CSS               |
| (304527)         | 2006 UU256             | 28 octobre 2006       | Spacewatch        |
| (304528)         | 2006 UH263             | 31 octobre 2006       | Bickel, W.        |
| (304529)         | 2006 UZ263             | 27 octobre 2006       | Spacewatch        |
| (304530)         | 2006 UG267             | 27 octobre 2006       | CSS               |
| (304531)         | 2006 UL269             | 27 octobre 2006       | Mt. Lemmon Survey |
| (304532)         | 2006 UV269             | 27 octobre 2006       | Spacewatch        |
| (304533)         | 2006 UJ270             | 27 octobre 2006       | Spacewatch        |
| (304534)         | 2006 UA271             | 27 octobre 2006       | Mt. Lemmon Survey |
| (304535)         | 2006 UR271             | 27 octobre 2006       | Mt. Lemmon Survey |
| (304536)         | 2006 UT271             | 27 octobre 2006       | Mt. Lemmon Survey |
| (304537)         | 2006 US274             | 28 octobre 2006       | Spacewatch        |
| (304538)         | 2006 UK276             | 28 octobre 2006       | Mt. Lemmon Survey |
| (304539)         | 2006 UX280             | 28 octobre 2006       | Mt. Lemmon Survey |
| (304540)         | 2006 UF283             | 28 octobre 2006       | Spacewatch        |
| (304541)         | 2006 UJ283             | 28 octobre 2006       | Spacewatch        |
| (304542)         | 2006 UT284             | 28 octobre 2006       | Spacewatch        |
| (304543)         | 2006 UF285             | 28 octobre 2006       | Mt. Lemmon Survey |
| (304544)         | 2006 UP285             | 28 octobre 2006       | Spacewatch        |
| (304545)         | 2006 UR287             | 29 octobre 2006       | Spacewatch        |
| (304546)         | 2006 UC289             | 31 octobre 2006       | Spacewatch        |
| (304547)         | 2006 UC314             | 19 octobre 2006       | Buie, M. W.       |
| (304548)         | 2006 UO323             | 21 octobre 2006       | Mt. Lemmon Survey |
| (304549)         | 2006 UM325             | 20 octobre 2006       | Buie, M. W.       |
| (304550)         | 2006 UD328             | 16 octobre 2006       | Spacewatch        |
| (304551)         | 2006 UT328             | 19 octobre 2006       | Mt. Lemmon Survey |
| (304552)         | 2006 UB329             | 21 octobre 2006       | Spacewatch        |
| (304553)         | 2006 UG332             | 21 octobre 2006       | Becker, A. C.     |
| (304554)         | 2006 US332             | 21 octobre 2006       | Becker, A. C.     |
| (304555)         | 2006 UC336             | 20 octobre 2006       | Spacewatch        |
| (304556)         | 2006 UE337             | 22 octobre 2006       | Mt. Lemmon Survey |
| (304557) Welling | 2006 UL352             | 26 octobre 2006       | Wiegert, P. A.    |
| (304558)         | 2006 UW359             | 22 octobre 2006       | Spacewatch        |
| (304559)         | 2006 UP360             | 17 octobre 2006       | Mt. Lemmon Survey |
| (304560)         | 2006 VO3               | 9 novembre 2006       | Spacewatch        |
| (304561)         | 2006 VO5               | 10 novembre 2006      | Spacewatch        |
| (304562)         | 2006 VE6               | 10 novembre 2006      | Spacewatch        |
| (304563)         | 2006 VQ6               | 10 novembre 2006      | Spacewatch        |
| (304564)         | 2006 VG7               | 10 novembre 2006      | Spacewatch        |
| (304565)         | 2006 VN8               | 11 novembre 2006      | Spacewatch        |
| (304566)         | 2006 VF9               | 11 novembre 2006      | CSS               |
| (304567)         | 2006 VP11              | 11 novembre 2006      | Mt. Lemmon Survey |
| (304568)         | 2006 VE19              | 9 novembre 2006       | Spacewatch        |
| (304569)         | 2006 VH19              | 9 novembre 2006       | Spacewatch        |
| (304570)         | 2006 VF26              | 10 novembre 2006      | Spacewatch        |
| (304571)         | 2006 VJ28              | 10 novembre 2006      | Spacewatch        |
| (304572)         | 2006 VD29              | 10 novembre 2006      | Spacewatch        |
| (304573)         | 2006 VM31              | 11 novembre 2006      | Spacewatch        |
| (304574)         | 2006 VO34              | 11 novembre 2006      | CSS               |
| (304575)         | 2006 VL36              | 11 novembre 2006      | Mt. Lemmon Survey |
| (304576)         | 2006 VY36              | 11 novembre 2006      | CSS               |
| (304577)         | 2006 VX38              | 12 octobre 2006       | Spacewatch        |
| (304578)         | 2006 VN42              | 22 octobre 2006       | Spacewatch        |
| (304579)         | 2006 VS42              | 12 novembre 2006      | Mt. Lemmon Survey |
| (304580)         | 2006 VP44              | 1er novembre 2006     | Spacewatch        |
| (304581)         | 2006 VB46              | 9 novembre 2006       | Spacewatch        |
| (304582)         | 2006 VL46              | 9 novembre 2006       | Spacewatch        |
| (304583)         | 2006 VY47              | 10 novembre 2006      | Spacewatch        |
| (304584)         | 2006 VC49              | 10 novembre 2006      | Spacewatch        |
| (304585)         | 2006 VV49              | 10 novembre 2006      | Spacewatch        |
| (304586)         | 2006 VY49              | 10 novembre 2006      | Spacewatch        |
| (304587)         | 2006 VV52              | 11 novembre 2006      | Spacewatch        |
| (304588)         | 2006 VS53              | 11 novembre 2006      | Spacewatch        |
| (304589)         | 2006 VE54              | 11 novembre 2006      | Spacewatch        |
| (304590)         | 2006 VO57              | 11 novembre 2006      | Spacewatch        |
| (304591)         | 2006 VU57              | 11 novembre 2006      | Spacewatch        |
| (304592)         | 2006 VC60              | 11 novembre 2006      | Spacewatch        |
| (304593)         | 2006 VC61              | 11 novembre 2006      | Spacewatch        |
| (304594)         | 2006 VE63              | 11 novembre 2006      | Spacewatch        |
| (304595)         | 2006 VW63              | 11 novembre 2006      | Spacewatch        |
| (304596)         | 2006 VJ65              | 11 novembre 2006      | Spacewatch        |
| (304597)         | 2006 VJ66              | 11 novembre 2006      | Spacewatch        |
| (304598)         | 2006 VP69              | 11 novembre 2006      | Spacewatch        |
| (304599)         | 2006 VA70              | 11 novembre 2006      | Spacewatch        |
| (304600)         | 2006 VM70              | 11 novembre 2006      | Spacewatch        |

### 304601-304700
| Nom      | Désignation provisoire | Date de la découverte | Découvreur            |
| -------- | ---------------------- | --------------------- | --------------------- |
| (304601) | 2006 VW71              | 11 novembre 2006      | Mt. Lemmon Survey     |
| (304602) | 2006 VQ73              | 11 novembre 2006      | Mt. Lemmon Survey     |
| (304603) | 2006 VW74              | 11 novembre 2006      | Mt. Lemmon Survey     |
| (304604) | 2006 VF75              | 11 novembre 2006      | Spacewatch            |
| (304605) | 2006 VD77              | 12 novembre 2006      | Mt. Lemmon Survey     |
| (304606) | 2006 VM81              | 12 novembre 2006      | Lin, H.-C., Ye, Q.-z. |
| (304607) | 2006 VG83              | 13 novembre 2006      | Spacewatch            |
| (304608) | 2006 VQ83              | 13 novembre 2006      | Spacewatch            |
| (304609) | 2006 VD84              | 13 novembre 2006      | Mt. Lemmon Survey     |
| (304610) | 2006 VS84              | 13 novembre 2006      | Mt. Lemmon Survey     |
| (304611) | 2006 VY85              | 14 novembre 2006      | Spacewatch            |
| (304612) | 2006 VX86              | 14 novembre 2006      | Mt. Lemmon Survey     |
| (304613) | 2006 VV88              | 14 novembre 2006      | Mt. Lemmon Survey     |
| (304614) | 2006 VT96              | 10 novembre 2006      | Spacewatch            |
| (304615) | 2006 VO99              | 11 novembre 2006      | Mt. Lemmon Survey     |
| (304616) | 2006 VK105             | 13 novembre 2006      | Spacewatch            |
| (304617) | 2006 VW106             | 13 novembre 2006      | CSS                   |
| (304618) | 2006 VH109             | 13 novembre 2006      | NEAT                  |
| (304619) | 2006 VA110             | 13 novembre 2006      | CSS                   |
| (304620) | 2006 VD114             | 14 novembre 2006      | Spacewatch            |
| (304621) | 2006 VO114             | 14 novembre 2006      | Mt. Lemmon Survey     |
| (304622) | 2006 VO118             | 14 novembre 2006      | Spacewatch            |
| (304623) | 2006 VN128             | 15 novembre 2006      | Spacewatch            |
| (304624) | 2006 VB134             | 15 novembre 2006      | Mt. Lemmon Survey     |
| (304625) | 2006 VJ136             | 15 novembre 2006      | Spacewatch            |
| (304626) | 2006 VA138             | 15 novembre 2006      | Spacewatch            |
| (304627) | 2006 VM139             | 15 novembre 2006      | Spacewatch            |
| (304628) | 2006 VP139             | 15 novembre 2006      | Spacewatch            |
| (304629) | 2006 VA140             | 15 novembre 2006      | Spacewatch            |
| (304630) | 2006 VR140             | 15 novembre 2006      | Spacewatch            |
| (304631) | 2006 VA141             | 15 novembre 2006      | Spacewatch            |
| (304632) | 2006 VT141             | 13 novembre 2006      | Spacewatch            |
| (304633) | 2006 VN148             | 15 novembre 2006      | Spacewatch            |
| (304634) | 2006 VU149             | 9 novembre 2006       | NEAT                  |
| (304635) | 2006 VK150             | 9 novembre 2006       | NEAT                  |
| (304636) | 2006 VM152             | 9 novembre 2006       | NEAT                  |
| (304637) | 2006 VU155             | 27 octobre 2006       | CSS                   |
| (304638) | 2006 VA169             | 15 novembre 2006      | Spacewatch            |
| (304639) | 2006 VD171             | 11 novembre 2006      | Mt. Lemmon Survey     |
| (304640) | 2006 WW1               | 19 novembre 2006      | Spacewatch            |
| (304641) | 2006 WY1               | 18 novembre 2006      | OAM                   |
| (304642) | 2006 WL5               | 16 novembre 2006      | Spacewatch            |
| (304643) | 2006 WM8               | 16 novembre 2006      | Spacewatch            |
| (304644) | 2006 WU8               | 16 novembre 2006      | Spacewatch            |
| (304645) | 2006 WY8               | 16 novembre 2006      | Spacewatch            |
| (304646) | 2006 WP11              | 16 novembre 2006      | LINEAR                |
| (304647) | 2006 WY11              | 16 novembre 2006      | Mt. Lemmon Survey     |
| (304648) | 2006 WM14              | 16 novembre 2006      | Mt. Lemmon Survey     |
| (304649) | 2006 WZ14              | 16 novembre 2006      | Spacewatch            |
| (304650) | 2006 WS16              | 17 novembre 2006      | Spacewatch            |
| (304651) | 2006 WN22              | 17 novembre 2006      | Mt. Lemmon Survey     |
| (304652) | 2006 WC23              | 17 novembre 2006      | Mt. Lemmon Survey     |
| (304653) | 2006 WF25              | 17 novembre 2006      | Mt. Lemmon Survey     |
| (304654) | 2006 WB26              | 18 novembre 2006      | Mt. Lemmon Survey     |
| (304655) | 2006 WL26              | 13 octobre 2006       | Spacewatch            |
| (304656) | 2006 WW27              | 22 novembre 2006      | Yeung, W. K. Y.       |
| (304657) | 2006 WY27              | 22 novembre 2006      | Yeung, W. K. Y.       |
| (304658) | 2006 WV30              | 23 novembre 2006      | Spacewatch            |
| (304659) | 2006 WR33              | 16 novembre 2006      | Spacewatch            |
| (304660) | 2006 WS49              | 16 novembre 2006      | Spacewatch            |
| (304661) | 2006 WW49              | 16 novembre 2006      | Spacewatch            |
| (304662) | 2006 WZ54              | 16 novembre 2006      | Spacewatch            |
| (304663) | 2006 WL59              | 17 novembre 2006      | Spacewatch            |
| (304664) | 2006 WK69              | 17 novembre 2006      | Spacewatch            |
| (304665) | 2006 WB70              | 18 novembre 2006      | Spacewatch            |
| (304666) | 2006 WW72              | 18 novembre 2006      | Spacewatch            |
| (304667) | 2006 WY72              | 18 novembre 2006      | Spacewatch            |
| (304668) | 2006 WA78              | 18 novembre 2006      | Spacewatch            |
| (304669) | 2006 WK92              | 19 novembre 2006      | Spacewatch            |
| (304670) | 2006 WC93              | 19 novembre 2006      | Spacewatch            |
| (304671) | 2006 WA95              | 19 novembre 2006      | Spacewatch            |
| (304672) | 2006 WH95              | 19 novembre 2006      | Spacewatch            |
| (304673) | 2006 WP95              | 19 novembre 2006      | Spacewatch            |
| (304674) | 2006 WZ95              | 19 novembre 2006      | Spacewatch            |
| (304675) | 2006 WU98              | 19 novembre 2006      | Spacewatch            |
| (304676) | 2006 WH101             | 19 novembre 2006      | LINEAR                |
| (304677) | 2006 WK103             | 19 novembre 2006      | Spacewatch            |
| (304678) | 2006 WJ104             | 19 novembre 2006      | Spacewatch            |
| (304679) | 2006 WM108             | 19 novembre 2006      | Spacewatch            |
| (304680) | 2006 WP109             | 19 novembre 2006      | Spacewatch            |
| (304681) | 2006 WV109             | 19 novembre 2006      | Spacewatch            |
| (304682) | 2006 WU111             | 19 novembre 2006      | LINEAR                |
| (304683) | 2006 WW120             | 21 novembre 2006      | LINEAR                |
| (304684) | 2006 WM126             | 22 novembre 2006      | CSS                   |
| (304685) | 2006 WK137             | 19 novembre 2006      | Spacewatch            |
| (304686) | 2006 WY139             | 19 novembre 2006      | Spacewatch            |
| (304687) | 2006 WC145             | 20 novembre 2006      | Spacewatch            |
| (304688) | 2006 WZ147             | 20 novembre 2006      | Spacewatch            |
| (304689) | 2006 WP148             | 20 novembre 2006      | Spacewatch            |
| (304690) | 2006 WM149             | 12 mars 2003          | NEAT                  |
| (304691) | 2006 WC162             | 23 novembre 2006      | Spacewatch            |
| (304692) | 2006 WJ162             | 23 novembre 2006      | Spacewatch            |
| (304693) | 2006 WF166             | 23 novembre 2006      | Spacewatch            |
| (304694) | 2006 WC167             | 23 novembre 2006      | Spacewatch            |
| (304695) | 2006 WU169             | 23 novembre 2006      | Spacewatch            |
| (304696) | 2006 WR171             | 23 novembre 2006      | Spacewatch            |
| (304697) | 2006 WM172             | 23 novembre 2006      | Spacewatch            |
| (304698) | 2006 WQ174             | 23 novembre 2006      | Spacewatch            |
| (304699) | 2006 WA175             | 23 novembre 2006      | Spacewatch            |
| (304700) | 2006 WF175             | 23 novembre 2006      | Spacewatch            |

### 304701-304800
| Nom               | Désignation provisoire | Date de la découverte | Découvreur               |
| ----------------- | ---------------------- | --------------------- | ------------------------ |
| (304701)          | 2006 WJ177             | 23 novembre 2006      | Mt. Lemmon Survey        |
| (304702)          | 2006 WT179             | 24 novembre 2006      | Mt. Lemmon Survey        |
| (304703)          | 2006 WL187             | 23 novembre 2006      | Mt. Lemmon Survey        |
| (304704)          | 2006 WO189             | 25 novembre 2006      | Mt. Lemmon Survey        |
| (304705)          | 2006 WW193             | 27 novembre 2006      | Mt. Lemmon Survey        |
| (304706)          | 2006 WU194             | 29 novembre 2006      | LINEAR                   |
| (304707)          | 2006 WD195             | 29 novembre 2006      | LINEAR                   |
| (304708)          | 2006 WB198             | 19 novembre 2006      | Spacewatch               |
| (304709)          | 2006 WR198             | 19 novembre 2006      | CSS                      |
| (304710)          | 2006 WE199             | 25 novembre 2006      | Spacewatch               |
| (304711)          | 2006 WO199             | 19 novembre 2006      | Spacewatch               |
| (304712)          | 2006 WB200             | 17 novembre 2006      | Spacewatch               |
| (304713)          | 2006 WL203             | 25 novembre 2006      | Mt. Lemmon Survey        |
| (304714)          | 2006 XB3               | 11 décembre 2006      | Yeung, W. K. Y.          |
| (304715)          | 2006 XG5               | 1er décembre 2006     | Mt. Lemmon Survey        |
| (304716)          | 2006 XH5               | 1er décembre 2006     | Mt. Lemmon Survey        |
| (304717)          | 2006 XU5               | 7 décembre 2006       | NEAT                     |
| (304718)          | 2006 XA7               | 9 décembre 2006       | Spacewatch               |
| (304719)          | 2006 XT14              | 10 décembre 2006      | Spacewatch               |
| (304720)          | 2006 XA16              | 10 décembre 2006      | Spacewatch               |
| (304721)          | 2006 XZ18              | 11 décembre 2006      | LINEAR                   |
| (304722)          | 2006 XZ21              | 12 décembre 2006      | Spacewatch               |
| (304723)          | 2006 XR23              | 12 décembre 2006      | Mt. Lemmon Survey        |
| (304724)          | 2006 XC25              | 12 décembre 2006      | Mt. Lemmon Survey        |
| (304725)          | 2006 XA26              | 12 décembre 2006      | CSS                      |
| (304726)          | 2006 XS26              | 12 décembre 2006      | CSS                      |
| (304727)          | 2006 XR27              | 13 décembre 2006      | Spacewatch               |
| (304728)          | 2006 XC29              | 13 décembre 2006      | Mt. Lemmon Survey        |
| (304729)          | 2006 XF31              | 15 décembre 2006      | Farra d'Isonzo           |
| (304730)          | 2006 XJ32              | 9 décembre 2006       | Spacewatch               |
| (304731)          | 2006 XR34              | 11 décembre 2006      | Spacewatch               |
| (304732)          | 2006 XF37              | 11 décembre 2006      | Spacewatch               |
| (304733)          | 2006 XE38              | 11 décembre 2006      | Spacewatch               |
| (304734)          | 2006 XH38              | 11 décembre 2006      | Spacewatch               |
| (304735)          | 2006 XY39              | 12 décembre 2006      | Spacewatch               |
| (304736)          | 2006 XQ40              | 12 décembre 2006      | Spacewatch               |
| (304737)          | 2006 XK46              | 13 décembre 2006      | CSS                      |
| (304738)          | 2006 XO47              | 13 décembre 2006      | Mt. Lemmon Survey        |
| (304739)          | 2006 XE57              | 13 décembre 2006      | Mt. Lemmon Survey        |
| (304740)          | 2006 XC65              | 12 décembre 2006      | NEAT                     |
| (304741)          | 2006 XT65              | 12 décembre 2006      | NEAT                     |
| (304742)          | 2006 XC70              | 13 décembre 2006      | Mt. Lemmon Survey        |
| (304743)          | 2006 XQ71              | 13 décembre 2006      | Mt. Lemmon Survey        |
| (304744)          | 2006 XZ71              | 10 décembre 2006      | Spacewatch               |
| (304745)          | 2006 YR3               | 16 décembre 2006      | Mt. Lemmon Survey        |
| (304746)          | 2006 YD5               | 17 décembre 2006      | Mt. Lemmon Survey        |
| (304747)          | 2006 YL10              | 21 décembre 2006      | LONEOS                   |
| (304748)          | 2006 YE14              | 22 décembre 2006      | Sarneczky, K.            |
| (304749)          | 2006 YZ17              | 16 novembre 2006      | Spacewatch               |
| (304750)          | 2006 YJ20              | 21 décembre 2006      | Spacewatch               |
| (304751)          | 2006 YX21              | 21 décembre 2006      | Spacewatch               |
| (304752)          | 2006 YK38              | 21 décembre 2006      | Spacewatch               |
| (304753)          | 2006 YO47              | 23 décembre 2006      | Mt. Lemmon Survey        |
| (304754)          | 2006 YT52              | 21 décembre 2006      | Mt. Lemmon Survey        |
| (304755)          | 2007 AW10              | 8 janvier 2007        | CSS                      |
| (304756)          | 2007 AS11              | 9 janvier 2007        | Spacewatch               |
| (304757)          | 2007 AB19              | 15 janvier 2007       | CSS                      |
| (304758)          | 2007 AC19              | 15 janvier 2007       | CSS                      |
| (304759)          | 2007 BO16              | 17 janvier 2007       | Mt. Lemmon Survey        |
| (304760)          | 2007 BG21              | 24 janvier 2007       | LINEAR                   |
| (304761)          | 2007 BV26              | 24 janvier 2007       | Mt. Lemmon Survey        |
| (304762)          | 2007 CH                | 6 février 2007        | NEAT                     |
| (304763)          | 2007 CQ25              | 9 février 2007        | Spacewatch               |
| (304764)          | 2007 CF43              | 8 février 2007        | NEAT                     |
| (304765)          | 2007 DW4               | 17 février 2007       | Spacewatch               |
| (304766)          | 2007 DW14              | 17 février 2007       | Spacewatch               |
| (304767)          | 2007 DA38              | 17 février 2007       | Spacewatch               |
| (304768)          | 2007 DB40              | 19 février 2007       | Spacewatch               |
| (304769)          | 2007 DV77              | 23 février 2007       | Spacewatch               |
| (304770)          | 2007 EO67              | 10 mars 2007          | Spacewatch               |
| (304771)          | 2007 EX149             | 12 mars 2007          | Mt. Lemmon Survey        |
| (304772)          | 2007 EQ184             | 13 mars 2007          | CSS                      |
| (304773)          | 2007 EF188             | 13 mars 2007          | Spacewatch               |
| (304774)          | 2007 GZ30              | 14 avril 2007         | Mt. Lemmon Survey        |
| (304775)          | 2007 GY46              | 14 avril 2007         | Spacewatch               |
| (304776)          | 2007 GZ62              | 15 avril 2007         | Spacewatch               |
| (304777)          | 2007 HB12              | 18 avril 2007         | Mt. Lemmon Survey        |
| (304778)          | 2007 HL17              | 16 avril 2007         | CSS                      |
| (304779)          | 2007 JY43              | 25 avril 2007         | Spacewatch               |
| (304780)          | 2007 LO21              | 12 juin 2007          | Spacewatch               |
| (304781)          | 2007 LM31              | 14 juin 2007          | Siding Spring Survey     |
| (304782)          | 2007 MX3               | 18 juin 2007          | CSS                      |
| (304783)          | 2007 MN7               | 18 juin 2007          | Spacewatch               |
| (304784)          | 2007 MT15              | 20 juin 2007          | Spacewatch               |
| (304785)          | 2007 MK19              | 21 juin 2007          | Mt. Lemmon Survey        |
| (304786)          | 2007 ME26              | 23 juin 2007          | Siding Spring Survey     |
| (304787)          | 2007 NF1               | 11 juillet 2007       | Broughton, J.            |
| (304788) Cresques | 2007 NZ1               | 13 juillet 2007       | OAM                      |
| (304789)          | 2007 NS3               | 12 juillet 2007       | Broughton, J.            |
| (304790)          | 2007 NE5               | 15 juillet 2007       | Hoenig, S. F., Teamo, N. |
| (304791)          | 2007 NN7               | 15 juillet 2007       | Siding Spring Survey     |
| (304792)          | 2007 OD                | 16 juillet 2007       | OAM                      |
| (304793)          | 2007 OP9               | 24 juillet 2007       | Crni Vrh                 |
| (304794)          | 2007 PW2               | 7 août 2007           | Broughton, J.            |
| (304795)          | 2007 PD3               | 4 août 2007           | Siding Spring Survey     |
| (304796)          | 2007 PS6               | 9 août 2007           | Hoenig, S. F., Teamo, N. |
| (304797)          | 2007 PW6               | 9 août 2007           | LINEAR                   |
| (304798)          | 2007 PF8               | 6 août 2007           | Broughton, J.            |
| (304799)          | 2007 PK10              | 9 août 2007           | LINEAR                   |
| (304800)          | 2007 PH12              | 10 août 2007          | Hoenig, S. F., Teamo, N. |

### 304801-304900
| Nom               | Désignation provisoire | Date de la découverte | Découvreur               |
| ----------------- | ---------------------- | --------------------- | ------------------------ |
| (304801)          | 2007 PN14              | 8 août 2007           | LINEAR                   |
| (304802)          | 2007 PV14              | 8 août 2007           | LINEAR                   |
| (304803)          | 2007 PN15              | 8 août 2007           | LINEAR                   |
| (304804)          | 2007 PY20              | 9 août 2007           | LINEAR                   |
| (304805)          | 2007 PD27              | 9 août 2007           | Palomar                  |
| (304806)          | 2007 PA35              | 9 août 2007           | LINEAR                   |
| (304807)          | 2007 PQ35              | 10 août 2007          | Spacewatch               |
| (304808)          | 2007 PM36              | 13 août 2007          | LINEAR                   |
| (304809)          | 2007 PB41              | 13 août 2007          | LINEAR                   |
| (304810)          | 2007 PU42              | 9 août 2007           | LINEAR                   |
| (304811)          | 2007 PJ45              | 10 août 2007          | Spacewatch               |
| (304812)          | 2007 PO47              | 9 août 2007           | Spacewatch               |
| (304813) Cesarina | 2007 QA                | 16 août 2007          | Mazzucato, M., Dolfi, F. |
| (304814)          | 2007 QQ5               | 18 août 2007          | PMO NEO Survey Program   |
| (304815)          | 2007 QE9               | 22 août 2007          | LONEOS                   |
| (304816)          | 2007 QE10              | 22 août 2007          | LINEAR                   |
| (304817)          | 2007 QV10              | 23 août 2007          | Spacewatch               |
| (304818)          | 2007 QA11              | 23 août 2007          | Spacewatch               |
| (304819)          | 2007 QC11              | 23 août 2007          | Spacewatch               |
| (304820)          | 2007 QF16              | 23 août 2007          | Spacewatch               |
| (304821)          | 2007 RB                | 1er septembre 2007    | Hug, G.                  |
| (304822)          | 2007 RU                | 2 septembre 2007      | Ferrando, R.             |
| (304823)          | 2007 RR5               | 5 septembre 2007      | Chante-Perdrix           |
| (304824)          | 2007 RL14              | 11 septembre 2007     | Remanzacco               |
| (304825)          | 2007 RA18              | 13 septembre 2007     | BATTeRS                  |
| (304826) Kini     | 2007 RM19              | 5 septembre 2007      | LUSS                     |
| (304827)          | 2007 RU20              | 3 septembre 2007      | CSS                      |
| (304828)          | 2007 RD21              | 3 septembre 2007      | CSS                      |
| (304829)          | 2007 RO21              | 3 septembre 2007      | CSS                      |
| (304830)          | 2007 RY22              | 3 septembre 2007      | CSS                      |
| (304831)          | 2007 RQ23              | 3 septembre 2007      | CSS                      |
| (304832)          | 2007 RW23              | 3 septembre 2007      | CSS                      |
| (304833)          | 2007 RB24              | 3 septembre 2007      | CSS                      |
| (304834)          | 2007 RR25              | 4 septembre 2007      | Mt. Lemmon Survey        |
| (304835)          | 2007 RW27              | 4 septembre 2007      | CSS                      |
| (304836)          | 2007 RP28              | 4 septembre 2007      | CSS                      |
| (304837)          | 2007 RK32              | 5 septembre 2007      | CSS                      |
| (304838)          | 2007 RM32              | 5 septembre 2007      | CSS                      |
| (304839)          | 2007 RO32              | 5 septembre 2007      | CSS                      |
| (304840)          | 2007 RJ36              | 8 septembre 2007      | LONEOS                   |
| (304841)          | 2007 RU37              | 8 septembre 2007      | LONEOS                   |
| (304842)          | 2007 RJ39              | 8 septembre 2007      | CSS                      |
| (304843)          | 2007 RF40              | 9 septembre 2007      | Spacewatch               |
| (304844)          | 2007 RD41              | 9 septembre 2007      | LONEOS                   |
| (304845)          | 2007 RO41              | 9 septembre 2007      | LONEOS                   |
| (304846)          | 2007 RM49              | 9 septembre 2007      | Mt. Lemmon Survey        |
| (304847)          | 2007 RY52              | 9 septembre 2007      | Spacewatch               |
| (304848)          | 2007 RD55              | 9 septembre 2007      | Spacewatch               |
| (304849)          | 2007 RR55              | 9 septembre 2007      | Spacewatch               |
| (304850)          | 2007 RH57              | 9 septembre 2007      | Spacewatch               |
| (304851)          | 2007 RJ59              | 10 septembre 2007     | Spacewatch               |
| (304852)          | 2007 RF68              | 10 septembre 2007     | Spacewatch               |
| (304853)          | 2007 RO68              | 10 septembre 2007     | Spacewatch               |
| (304854)          | 2007 RW68              | 10 septembre 2007     | Spacewatch               |
| (304855)          | 2007 RZ68              | 10 septembre 2007     | Spacewatch               |
| (304856)          | 2007 RA71              | 10 septembre 2007     | Spacewatch               |
| (304857)          | 2007 RP72              | 10 septembre 2007     | Mt. Lemmon Survey        |
| (304858)          | 2007 RQ77              | 10 septembre 2007     | Mt. Lemmon Survey        |
| (304859)          | 2007 RS80              | 10 septembre 2007     | Mt. Lemmon Survey        |
| (304860)          | 2007 RF93              | 10 septembre 2007     | Spacewatch               |
| (304861)          | 2007 RY95              | 10 septembre 2007     | Spacewatch               |
| (304862)          | 2007 RM97              | 10 septembre 2007     | Spacewatch               |
| (304863)          | 2007 RS97              | 10 septembre 2007     | Spacewatch               |
| (304864)          | 2007 RW98              | 10 septembre 2007     | Spacewatch               |
| (304865)          | 2007 RF107             | 11 septembre 2007     | Mt. Lemmon Survey        |
| (304866)          | 2007 RU114             | 11 septembre 2007     | Spacewatch               |
| (304867)          | 2007 RU116             | 11 septembre 2007     | Spacewatch               |
| (304868)          | 2007 RL131             | 12 septembre 2007     | Spacewatch               |
| (304869)          | 2007 RO131             | 12 septembre 2007     | Spacewatch               |
| (304870)          | 2007 RS137             | 14 septembre 2007     | LONEOS                   |
| (304871)          | 2007 RA141             | 13 septembre 2007     | LINEAR                   |
| (304872)          | 2007 RN142             | 13 septembre 2007     | LINEAR                   |
| (304873)          | 2007 RD148             | 11 septembre 2007     | PMO NEO Survey Program   |
| (304874)          | 2007 RV148             | 12 septembre 2007     | CSS                      |
| (304875)          | 2007 RH149             | 12 septembre 2007     | LONEOS                   |
| (304876)          | 2007 RR151             | 10 septembre 2007     | Spacewatch               |
| (304877)          | 2007 RF158             | 5 septembre 2007      | CSS                      |
| (304878)          | 2007 RO158             | 12 septembre 2007     | CSS                      |
| (304879)          | 2007 RE161             | 13 septembre 2007     | Mt. Lemmon Survey        |
| (304880)          | 2007 RD166             | 10 septembre 2007     | Spacewatch               |
| (304881)          | 2007 RB168             | 10 septembre 2007     | Spacewatch               |
| (304882)          | 2007 RS168             | 10 septembre 2007     | Spacewatch               |
| (304883)          | 2007 RZ174             | 10 septembre 2007     | Spacewatch               |
| (304884)          | 2007 RW175             | 8 septembre 2007      | Mt. Lemmon Survey        |
| (304885)          | 2007 RV176             | 10 septembre 2007     | Mt. Lemmon Survey        |
| (304886)          | 2007 RN179             | 10 septembre 2007     | Mt. Lemmon Survey        |
| (304887)          | 2007 RY182             | 12 septembre 2007     | CSS                      |
| (304888)          | 2007 RE189             | 10 septembre 2007     | Spacewatch               |
| (304889)          | 2007 RR193             | 12 septembre 2007     | Spacewatch               |
| (304890)          | 2007 RR198             | 13 septembre 2007     | Mt. Lemmon Survey        |
| (304891)          | 2007 RK199             | 13 septembre 2007     | CSS                      |
| (304892)          | 2007 RR200             | 13 septembre 2007     | Spacewatch               |
| (304893)          | 2007 RX200             | 13 septembre 2007     | Spacewatch               |
| (304894)          | 2007 RJ209             | 10 septembre 2007     | Spacewatch               |
| (304895)          | 2007 RJ213             | 12 septembre 2007     | Mt. Lemmon Survey        |
| (304896)          | 2007 RS223             | 8 septembre 2007      | Mt. Lemmon Survey        |
| (304897)          | 2007 RG225             | 10 septembre 2007     | Spacewatch               |
| (304898)          | 2007 RE228             | 10 septembre 2007     | Mt. Lemmon Survey        |
| (304899)          | 2007 RY235             | 12 septembre 2007     | Mt. Lemmon Survey        |
| (304900)          | 2007 RV238             | 14 septembre 2007     | CSS                      |

### 304901-305000
| Nom               | Désignation provisoire | Date de la découverte | Découvreur             |
| ----------------- | ---------------------- | --------------------- | ---------------------- |
| (304901)          | 2007 RJ241             | 11 septembre 2007     | PMO NEO Survey Program |
| (304902)          | 2007 RN245             | 11 septembre 2007     | Spacewatch             |
| (304903)          | 2007 RA257             | 14 septembre 2007     | CSS                    |
| (304904)          | 2007 RT258             | 14 septembre 2007     | Mt. Lemmon Survey      |
| (304905)          | 2007 RK264             | 15 septembre 2007     | Mt. Lemmon Survey      |
| (304906)          | 2007 RQ271             | 15 septembre 2007     | Mt. Lemmon Survey      |
| (304907)          | 2007 RY277             | 5 septembre 2007      | CSS                    |
| (304908) Steveoda | 2007 RM281             | 13 septembre 2007     | CSS                    |
| (304909)          | 2007 RU283             | 3 septembre 2007      | CSS                    |
| (304910)          | 2007 RV283             | 5 septembre 2007      | CSS                    |
| (304911)          | 2007 RX284             | 12 septembre 2007     | Mt. Lemmon Survey      |
| (304912)          | 2007 RS287             | 10 septembre 2007     | Spacewatch             |
| (304913)          | 2007 RK289             | 12 septembre 2007     | Mt. Lemmon Survey      |
| (304914)          | 2007 RD292             | 12 septembre 2007     | Mt. Lemmon Survey      |
| (304915)          | 2007 RV294             | 14 septembre 2007     | Mt. Lemmon Survey      |
| (304916)          | 2007 RA295             | 14 septembre 2007     | Mt. Lemmon Survey      |
| (304917)          | 2007 RB296             | 15 septembre 2007     | Spacewatch             |
| (304918)          | 2007 RK296             | 14 septembre 2007     | Mt. Lemmon Survey      |
| (304919)          | 2007 RS296             | 14 septembre 2007     | Mt. Lemmon Survey      |
| (304920)          | 2007 RN301             | 13 septembre 2007     | Mt. Lemmon Survey      |
| (304921)          | 2007 RY301             | 14 septembre 2007     | Mt. Lemmon Survey      |
| (304922)          | 2007 RQ302             | 10 septembre 2007     | Mt. Lemmon Survey      |
| (304923)          | 2007 RG310             | 5 septembre 2007      | CSS                    |
| (304924)          | 2007 RF312             | 12 septembre 2007     | CSS                    |
| (304925)          | 2007 RG313             | 5 septembre 2007      | CSS                    |
| (304926)          | 2007 RH313             | 5 septembre 2007      | CSS                    |
| (304927)          | 2007 RC316             | 13 septembre 2007     | Spacewatch             |
| (304928)          | 2007 RP320             | 13 septembre 2007     | Mt. Lemmon Survey      |
| (304929)          | 2007 RF321             | 13 septembre 2007     | LONEOS                 |
| (304930)          | 2007 RJ322             | 12 septembre 2007     | CSS                    |
| (304931)          | 2007 RY322             | 14 septembre 2007     | Mt. Lemmon Survey      |
| (304932)          | 2007 RB323             | 14 septembre 2007     | Spacewatch             |
| (304933)          | 2007 RK324             | 15 septembre 2007     | Mt. Lemmon Survey      |
| (304934)          | 2007 RZ325             | 15 septembre 2007     | Mt. Lemmon Survey      |
| (304935)          | 2007 SE2               | 19 septembre 2007     | Chante-Perdrix         |
| (304936)          | 2007 SG2               | 19 septembre 2007     | Ries, W.               |
| (304937)          | 2007 SM11              | 26 septembre 2007     | Mt. Lemmon Survey      |
| (304938)          | 2007 SF16              | 30 septembre 2007     | Spacewatch             |
| (304939)          | 2007 SP18              | 18 septembre 2007     | Mt. Lemmon Survey      |
| (304940)          | 2007 SR19              | 25 septembre 2007     | Mt. Lemmon Survey      |
| (304941)          | 2007 TC4               | 6 octobre 2007        | Ferrando, R.           |
| (304942)          | 2007 TK4               | 6 octobre 2007        | Yeung, W. K. Y.        |
| (304943)          | 2007 TO4               | 6 octobre 2007        | Yeung, W. K. Y.        |
| (304944)          | 2007 TK6               | 3 septembre 2007      | CSS                    |
| (304945)          | 2007 TF8               | 7 octobre 2007        | CSS                    |
| (304946)          | 2007 TS9               | 6 octobre 2007        | LINEAR                 |
| (304947)          | 2007 TZ9               | 6 octobre 2007        | LINEAR                 |
| (304948)          | 2007 TT16              | 4 octobre 2007        | CSS                    |
| (304949)          | 2007 TD17              | 7 octobre 2007        | Cordell-Lorenz         |
| (304950)          | 2007 TA31              | 4 octobre 2007        | Spacewatch             |
| (304951)          | 2007 TG37              | 4 octobre 2007        | CSS                    |
| (304952)          | 2007 TY40              | 6 octobre 2007        | Spacewatch             |
| (304953)          | 2007 TG41              | 6 octobre 2007        | Spacewatch             |
| (304954)          | 2007 TP49              | 4 octobre 2007        | Spacewatch             |
| (304955)          | 2007 TM51              | 4 octobre 2007        | Spacewatch             |
| (304956)          | 2007 TW51              | 13 mars 2005          | Spacewatch             |
| (304957)          | 2007 TM52              | 4 octobre 2007        | Spacewatch             |
| (304958)          | 2007 TT63              | 7 octobre 2007        | Mt. Lemmon Survey      |
| (304959)          | 2007 TX66              | 12 octobre 2007       | Yeung, W. K. Y.        |
| (304960)          | 2007 TT77              | 5 octobre 2007        | Spacewatch             |
| (304961)          | 2007 TV83              | 8 octobre 2007        | Mt. Lemmon Survey      |
| (304962)          | 2007 TR93              | 6 octobre 2007        | Spacewatch             |
| (304963)          | 2007 TE94              | 7 octobre 2007        | CSS                    |
| (304964)          | 2007 TR99              | 8 octobre 2007        | Mt. Lemmon Survey      |
| (304965)          | 2007 TL125             | 6 octobre 2007        | Spacewatch             |
| (304966)          | 2007 TM126             | 6 octobre 2007        | Spacewatch             |
| (304967)          | 2007 TC130             | 6 octobre 2007        | Spacewatch             |
| (304968)          | 2007 TE132             | 7 octobre 2007        | Mt. Lemmon Survey      |
| (304969)          | 2007 TN132             | 7 octobre 2007        | Mt. Lemmon Survey      |
| (304970)          | 2007 TG151             | 9 octobre 2007        | LINEAR                 |
| (304971)          | 2007 TT151             | 9 octobre 2007        | LINEAR                 |
| (304972)          | 2007 TF153             | 9 octobre 2007        | LINEAR                 |
| (304973)          | 2007 TL160             | 9 octobre 2007        | LINEAR                 |
| (304974)          | 2007 TG161             | 11 octobre 2007       | LINEAR                 |
| (304975)          | 2007 TR162             | 11 octobre 2007       | LINEAR                 |
| (304976)          | 2007 TF171             | 12 octobre 2007       | Chante-Perdrix         |
| (304977)          | 2007 TA177             | 6 octobre 2007        | Spacewatch             |
| (304978)          | 2007 TE179             | 7 octobre 2007        | CSS                    |
| (304979)          | 2007 TQ186             | 13 octobre 2007       | LINEAR                 |
| (304980)          | 2007 TS203             | 8 octobre 2007        | Mt. Lemmon Survey      |
| (304981)          | 2007 TR214             | 7 octobre 2007        | CSS                    |
| (304982)          | 2007 TF215             | 7 octobre 2007        | Spacewatch             |
| (304983)          | 2007 TH216             | 7 octobre 2007        | Spacewatch             |
| (304984)          | 2007 TZ216             | 7 octobre 2007        | Spacewatch             |
| (304985)          | 2007 TZ217             | 7 octobre 2007        | Spacewatch             |
| (304986)          | 2007 TP218             | 7 octobre 2007        | Spacewatch             |
| (304987)          | 2007 TT227             | 8 octobre 2007        | Spacewatch             |
| (304988)          | 2007 TB228             | 8 octobre 2007        | Spacewatch             |
| (304989)          | 2007 TU230             | 8 octobre 2007        | Spacewatch             |
| (304990)          | 2007 TZ231             | 8 octobre 2007        | Spacewatch             |
| (304991)          | 2007 TN239             | 10 octobre 2007       | Spacewatch             |
| (304992)          | 2007 TV240             | 6 octobre 2007        | Spacewatch             |
| (304993)          | 2007 TV244             | 8 octobre 2007        | CSS                    |
| (304994)          | 2007 TR248             | 11 octobre 2007       | Spacewatch             |
| (304995)          | 2007 TS248             | 11 octobre 2007       | CSS                    |
| (304996)          | 2007 TG254             | 8 octobre 2007        | Mt. Lemmon Survey      |
| (304997)          | 2007 TL258             | 10 octobre 2007       | Mt. Lemmon Survey      |
| (304998)          | 2007 TS261             | 10 octobre 2007       | Spacewatch             |
| (304999)          | 2007 TY262             | 10 octobre 2007       | Spacewatch             |
| (305000)          | 2007 TJ263             | 10 octobre 2007       | Spacewatch             |

## Sources
- (en) Base de données du Centre des planètes mineures